# Mistrzostwa Krajów Bałkańskich w Półmaratonie 2012
1. Mistrzostwa Krajów Bałkańskich w Półmaratonie – zawody lekkoatletyczne w biegu półmaratońskim zorganizowane pod egidą Związku Lekkoatletycznego Krajów Bałkańskich 1 września 2012 w Kawarnie na bułgarskim wybrzeżu Morza Czarnego.

## Rezultaty
| Konkurencja: | 1. miejsce         | Rezultat | 2. miejsce          | Rezultat | 3. miejsce       | Rezultat |
| Mężczyźni    | Gheorghita Vitalie | 70:48    | Christo Stefanow    | 71:39    | Ifrim Constantin | 72:22    |
| Kobiety      | Slađana Perunović  | 82:41    | Deniz-Marina Dimaki | 82:48    | Siłwija Dynekowa | 82:58    |